# Schrødersee
 For alternative betydninger, se Kanonbåden Schrødersee.
Schrødersee er en uddød dansk adelsslægt tilhørende brev- og lavadelen.
Generalpostdirektør, konferensråd, borgmester og kabinetssekretær Johan Christian Schrøder (1706-1772) blev 28. december 1759 adlet med navnet (de) Schrødersee. Hans datter Sophia Magdalena de Schrødersee (1746-1801) ægtede Theodor Holmskiold.
Da Johan Christian Schrødersee døde i 1772 uden mandlige efterkommere, blev adelskabet 1777 overført til brodersønnen, søofficeren Johan Christian Schrøder (1754-1801) og dennes broder, generalmajor og kammerherre Lorentz Schrødersee (1749-1829), som var sønner af regimentskvartermester, senere justitsråd og toldinspektør i København, Werner Schrøder (død 1758) og Johanne født Fisker (død 1757). Den førstnævnte var ugift og faldt 1801 i slaget på Reden. Kanonbåden Schrødersee (1859) er opkaldt efter ham. Slægten uddøde i 1829 med Lorentz Schrødersee.
Slægten er beskrevet i Danmarks Adels Aarbog 1926.